# Tàu điện ngầm Thượng Hải
Tàu điện ngầm Thượng Hải là hệ thống vận tải đô thị nhanh tại thành phố lớn nhất của Trung Quốc, Thượng Hải. Hệ thống này kết hợp cả hai loại tàu điện ngầm (地铁) và đường sắt nhẹ (轻轨). Hệ thống khai trương vào năm 1993, khiến cho thành phố Thượng Hải là địa phương thứ ba tại Trung Quốc, sau Bắc Kinh và Thiên Tân có hệ thống vận chuyển nhanh. Kể từ đó, tàu điện ngầm Thượng Hải đã trở thành một trong những hệ thống vận chuyển nhanh chóng phát triển nhanh nhất trên thế giới và vào năm 2010, có mười hai đường tàu điện ngầm (không bao gồm tàu maglev Thượng Hải), 289 nhà ga  và hơn 439 km chiều dài tuyến đang hoạt động, làm cho nó là mạng tàu điện ngầm vận tải hành khác dài nhất thế giới. Lượt khách hàng ngày trung bình là 3.560.000 lượt trong năm 2009 đến năm 2010 trung bình trên 7 triệu lượt. Ngày 9 tháng 3 năm 2013, nó đã lập kỷ lục 8.486.000 lượt khách.
Hệ thống vẫn đang phát triển, nhiều dòng mới và mở rộng đang được xây dựng, và kế hoạch đến năm 2020 dự án một hệ thống bao gồm 21 dòng và chiều dài 780 km.

Tàu điện ngầm Thượng Hải

## Các tuyến đường đang sử dụng
| Tuyến       | Ga cuối (Khu)                                        | Ga cuối (Khu)                       | Dịch vụ | Mở cửa | Gia hạn mới nhất | Chiều dài km | Số nhà ga | Đơn vị vận hành                              |
| ----------- | ---------------------------------------------------- | ----------------------------------- | --- | ------ | ---------------- | ------------ | --------- | -------------------------------------------- |
| 1           | Đường Phú Cẩm (Bảo Sơn)                              | Sân Trang (Mẫn Hàng)                | Đường Phú Cẩm ↔ Sân Trang Partial: Ga Thượng Hải ↔ Sân Trang | 1993   | 2007             | 36.4         | 28        | Shanghai Metro Operation Companies (No. 1–4) |
| 2           | Trung tâm triển lãm và hội nghị quốc gia (Thanh Phố) | Sân bay Phố Đông T1&2 (Phố Đông)    | East Xujing ↔ Sân bay Phố Đông Partial: Songhong Road ↔ Guanglan Road Suburban segment: Guanglan Road ↔ Sân bay Phố Đông                                                                     | 1999   | 2010             | 63.8         | 30        | Shanghai Metro Operation Companies (No. 1–4) |
| 3           | Đường Giang Dương Bắc (Bảo Sơn)                      | Ga Thượng Hải Nam (Từ Hối)          | Đường Giang Dương Bắc ↔ Ga Thượng Hải Nam Partial: South Changjiang Road ↔ Ga Thượng Hải Nam                                                                                                 | 2000   | 2006             | 40.3         | 29        | Shanghai Metro Operation Companies (No. 1–4) |
| 4 Loop line | Yishan Road (Từ Hối)                                 | Yishan Road (Từ Hối)                | Loop line; certain trains terminate at Yishan Road. | 2005   | 2007             | 33.7         | 26        | Shanghai Metro Operation Companies (No. 1–4) |
| 5           | Sân Trang (Mẫn Hàng)                                 | Minhang Development Zone (Mẫn Hàng) | Sân Trang ↔ Phụng Hiền Tân Thành Branch: Dongchuan Road ↔ Minhang Development Zone | 2003   | 2018             | 32.7         | 19        | Shanghai Metro Operation Companies (No. 1–4) |
| 5           | Sân Trang (Mẫn Hàng)                                 | Phụng Hiền Tân Thành (Fengxian)     | Sân Trang ↔ Phụng Hiền Tân Thành Branch: Dongchuan Road ↔ Minhang Development Zone | 2003   | 2018             | 32.7         | 19        | Shanghai Metro Operation Companies (No. 1–4) |
| 6           | Đường Cảng Thành (Phố Đông)                          | Oriental Sports Center (Phố Đông)   | Đường Cảng Thành ↔ Oriental Sports Center Partial: Jufeng Road ↔ Gaoqing Road | 2007   | 2011             | 32.3         | 28        | Shanghai Metro Operation Companies (No. 1–4) |
| 7           | Hồ Mỹ Lan (Bảo Sơn)                                  | Huamu Road (Phố Đông)               | Hồ Mỹ Lan ↔ Huamu Road Rush Hour: Hồ Mỹ Lan ↔ Middle Longhua Road Shangda Road ↔ Middle Longhua Road Partial: Qihua Road ↔ Huamu Road                                                        | 2009   | 2010             | 44.2         | 33        | Shanghai Metro Operation Companies (No. 1–4) |
| 8           | Shiguang Road (Dương Phố)                            | Shendu Highway (Mẫn Hàng)           | Shiguang Road ↔ Shendu Highway Partial: Middle Yanji Road ↔ Oriental Sports Center | 2007   | 2009             | 37.4         | 30        | Shanghai Metro Operation Companies (No. 1–4) |
| 9           | Ga Tùng Giang Nam (Tùng Giang)                       | Caolu (Phố Đông)                    | Ga Tùng Giang Nam ↔ Caolu Partial: Sheshan ↔ Middle Yanggao Road | 2007   | 2017             | 65.6         | 35        | Shanghai Metro Operation Companies (No. 1–4) |
| 10          | Xinjiangwancheng (Dương Phố)                         | Ga Hồng Kiều (Mẫn Hàng)             | Xinjiangwancheng ↔ Ga Hồng Kiều Xinjiangwancheng ↔ Hangzhong Road | 2010   | 2010             | 35.4         | 31        | Shanghai Metro Operation Companies (No. 1–4) |
| 10          | Xinjiangwancheng (Dương Phố)                         | Hangzhong Road (Mẫn Hàng)           | Xinjiangwancheng ↔ Ga Hồng Kiều Xinjiangwancheng ↔ Hangzhong Road | 2010   | 2010             | 35.4         | 31        | Shanghai Metro Operation Companies (No. 1–4) |
| 11          | North Jiading (Gia Định)                             | Disney Resort (Phố Đông)            | Huaqiao ↔ Disney Resort North Jiading ↔ Disney Resort Rush Hour: Nanxiang ↔ Sanlin | 2009   | 2016             | 82.4         | 38        | Shanghai Metro Operation Companies (No. 1–4) |
| 11          | Huaqiao (Côn Sơn, Giang Tô)                          | Disney Resort (Phố Đông)            | Huaqiao ↔ Disney Resort North Jiading ↔ Disney Resort Rush Hour: Nanxiang ↔ Sanlin | 2009   | 2016             | 82.4         | 38        | Shanghai Metro Operation Companies (No. 1–4) |
| 12          | Qixin Road (Mẫn Hàng)                                | Jinhai Road (Phố Đông)              | Qixin Road ↔ Jinhai Road Partial: Hongmei Road ↔ Jufeng Road | 2013   | 2015             | 40.4         | 32        | Shanghai Metro Operation Companies (No. 1–4) |
| 13          | Zhangjiang Road (Phố Đông)                           | Jinyun Road (Gia Định)              | Jinyun Road ↔ Zhangjiang Road | 2012   | 2018             | 38.8         | 31        | Shanghai Metro Operation Companies (No. 1–4) |
| 16          | Longyang Road (Phố Đông)                             | Dishui Lake (Phố Đông)              | Longyang Road ↔ Dishui Lake, stopping all stations. Longyang Road ↔ Dishui Lake, an express route stopping at Longyang Road, Luoshan Road, Xinchang, Huinan, Lingang Avenue and Dishui Lake. | 2013   | 2014             | 59           | 13        | Shanghai Maglev Development Company          |
| 17          | Ga Hồng Kiều (Mẫn Hàng)                              | Oriental Land (Thanh Phố)           | Ga Hồng Kiều ↔ Oriental Land Partial: Ga Hồng Kiều ↔ Dianshanhu Avenue | 2017   | —                | 35.3         | 13        | Shanghai Metro Operation No. 2 Company       |
| Pujiang     | Shendu Highway (Mẫn Hàng)                            | Huizhen Road (Mẫn Hàng)             | Shendu Highway ↔ Huizhen Road | 2018   | —                | 6.7          | 6         | Shanghai Keolis                              |
| Tổng        | Tổng                                                 | Tổng                                | Tổng | Tổng   | Tổng             | 676          | 413       |                                              |